# Tramlijn 14 (Antwerpen)
De Antwerpse tramlijn 14 verbond het Zuidstation aan de Bolivarplaats met de Karel Oomsstraat, vlak bij het Koning Albertpark.

## Traject
Bolivarplaats - Jan van Beersstraat - Broederminstraat - Moonsstraat - Markgravelei

## Geschiedenis
Tramlijn 14 werd in 1914 in dienst genomen tussen het Zuidstation en de Karel Oomsstraat, maar al in 1917 brak de Duitse bezetter de sporen op. Vanaf 1921 reed de tram weer.
In 1927 werden er sporen aangelegd in de Doornelei, tussen het eindpunt van lijn 14 en de Generaal Lemanstraat om de lijn te kunnen doortrekken naar Berchem. Die werden echter nooit in gebruik genomen. Integendeel: lijn 14 werd in 1934 geschrapt, het traject Zuidstation - Karel Oomsstraat werd overgenomen door tramlijn 13. Die werd tijdens de Tweede Wereldoorlog weer ingekort tot zijn oude traject en in 1944 werden de sporen van de vroegere lijn 14 opgebroken.
Op het traject van deze tramlijn rijdt nu ringbuslijn 30/34.

## Buslijn 14
Later verscheen er in het Antwerpse stadsnet ook een buslijn 14, maar die heeft niets te maken met tramlijn 14.